# Little Guerrier
 (septembre 2023).
Né au Suriname, Little Guerrier est un artiste auteur-compositeur-interprète et danseur guyanais.

## Biographie
Little Guerrier commence à écrire et à chanter en 1995, inspiré par la chanson Natural Mystic de Bob Marley.
En 2003, le producteur Nikko lui propose de rejoindre le groupe Reggae Matik Crew, avec lequel il réalise deux albums : Roots-Rock-Reggae et Vibes. Il reçoit avec ce groupe une récompense au Lindor 2006 pour la meilleure chanson de l'année avec le titre Jah-Jah est Réel.
En 2008, Little Guerrier fait une tournée en France et représente les couleurs de la Guyane à la Rochelle, aux Francofolies et aux IndéTendances avec le titre Black Woman, I Love You. Il participe la même année aux Transamazoniennes.
En 2011, il sort l'album I and I, distribué notamment au Canada, en Europe et au Brésil. Lors de la tournée "I and I Promo Tour" avec Atipa Record, il fait découvrir sa musique à un nouveau public en Algérie, en Hollande, au Brésil, en Guadeloupe, en Guyane et en France métropolitaine.
En 2014, il enregistre son 5e album solo More love, en live entre Rotterdam, Paris et la Guyane française. C'est de ce dernier album qu'est extraite la ballade proposée en backstage sur la chaîne de télévision Guyane la Première.
En 2020, il participe au projet Salamta Shashamané de Tiwony et Féfé Typical, avec l'association Mawuli-Ethiopie et le label 7 Seals Records, mis en place à la suite de problèmes ethniques survenus en Ethiopie et plus particulièrement à Shashamané. 

## Discographie

### Albums
- 2007 - Cry Out  Autoprod Riddim
- 2008 - Caan Cool
- 2011 - I and I, (Label Transportation)
- 2012 - Pa Moli
- 2014 - More Love
- 2021 - SHINING[5]

## Récompenses
- 2008 : Vainqueur du concours "9 semaines et un jour"
- 2009 : Lindor de l'album reggae de l'année avec Caan Cool
- 2013 : Lindor du Prix spécial de la représentation de la musique guyanaise à l'international avec l'album Pa Moli
- 2014 : Lindors du Meilleur Duo de l'année et du Meilleur Single de l'année avec le single Live Together en duo avec Sister Rudo